# Albert Von Tilzer
Albert Von Tilzer (* 29. März 1878 in Indianapolis, Indiana; † 1. Oktober 1956 in Los Angeles, Kalifornien) war ein US-amerikanischer Musikproduzent.
Er wurde als Albert Gumm oder Albert Gummblinsky geboren, nahm aber, wie seine vier Brüder Harry, Jack, Julie und Will, den Geburtsnamen seiner Mutter, Tilzer, an und wertete ihn durch ein „von“ (das er offenbar groß schrieb) auf. Die Tilzer-Brüder landeten alle im Musikgeschäft der Tin Pan Alley.

Tin Pan Alley

Albert wuchs in Indianapolis auf und verließ die höhere Schule vorzeitig, um im Schuhgeschäft seines Vaters mitzuarbeiten. Sein älterer Bruder Harry war zu diesem Zeitpunkt schon im Musikgeschäft tätig, und Albert erhielt – von wem, ist unbekannt – einige Musikstunden. Mehr oder weniger autodidaktisch erlernte er dann das Klavierspiel und brachte es zum Musikdirektor einer Vaudevilletruppe.
Um 1900 zog er nach New York, 1902 gelang ihm mit Tell me That Beautiful Story, das in Zusammenarbeit mit Arthur J. Lamb entstand, die erste Veröffentlichung, die größere Bekanntheit erlangte. Ein Jahr später kam That’s What the Daisy Said heraus, ein Lied, das sehr populär wurde, und Albert gründete zusammen mit seinem Bruder Jack die York Music Company. Sie veröffentlichten z. B. Teasing, Lonesome, The Moon has Eyes on You und A Picnic For Two. In Zusammenarbeit mit Jack Norworth entstanden mehrere erfolgreiche Produktionen. Bekannt wurde vor allem Take Me Out to the Ball Game von 1908, das bis heute bei Baseballspielen gesungen wird. In den folgenden Jahren arbeitete er viel mit Lew Brown zusammen; bekannte Resultate waren etwa Here Comes the Bride und Oh! By Jingo!. 1915 änderte Von Tilzer den Namen seiner Firma in Broadway Music Corporation um. Eine der ersten Publikationen unter dem neuen Namen war My Little Girl. Während des Ersten Weltkrieges entstanden propagandistische Lieder wie I May Be Gone for a Long, Long Time, in den Jahren danach, passend zur Zeit der Prohibition, wurde auch das Thema Alkohol aufgegriffen, z. B. in The Alcoholic Blues.
In den zwanziger Jahren arbeitete Von Tilzer verstärkt für den Broadway: Honey Girl, The Gingham Girl, Adrienne, Three Doors und Burlesque stammen aus dieser Zeit.
Nachdem sich der musikalische Geschmack geändert hatte und der Tonfilm Verbreitung gefunden hatte, zog Von Tilzer nach Kalifornien. Im Jahr 1933 kam der Film Rainbow Over Broadway heraus, 1935 Here Comes the Band; danach zog sich Albert Von Tilzer mehr oder weniger ins Privatleben zurück. Als sein letzter Song gilt I’m Praying to Saint Christopher (um 1950).